# Mycomya forcipata
Mycomya forcipata är en tvåvingeart som beskrevs av Freeman 1951. Mycomya forcipata ingår i släktet Mycomya och familjen svampmyggor. Inga underarter finns listade i Catalogue of Life.